# Formule du produit (théorie des groupes)
Ne doit pas être confondue avec la formule du produit en théorie algébrique des nombres.
En mathématiques, la formule du produit en théorie des groupes relie les cardinaux de quatre parties d'un groupe, naturellement associées à deux sous-groupes arbitraires.

## Énoncé
Soient H et K deux sous-groupes d'un groupe G. Désignons par HK l'ensemble des éléments de la forme hk, h parcourant H et k parcourant K. Les ordres |H|, |K| et |H∩K| des sous-groupes H, K et H∩K, et le cardinal |HK| de la partie HK sont reliés par la formule suivante, dite formule du produit :
{\displaystyle \vert HK\vert \cdot \vert H\cap K\vert =\vert H\vert \cdot \vert K\vert .}

## Démonstration
Considérons l'application
{\displaystyle f:H\times K\rightarrow HK:(h,k)\mapsto hk.}
Soit y un élément de HK. Nous pouvons choisir une écriture de y sous la forme hk avec h dans H et k dans K. Nous allons calculer le cardinal de l'ensemble des éléments (h', k') de H × K tels que f(h', k') = y. Ce sont les éléments (h', k') de H × K tels que h'k' = hk, ou encore tels que h-1h' = kk'-1. Quand cette dernière relation est satisfaite, h-1h' est un élément i de H∩K tel que h' = hi et k' = i-1k. On en tire facilement que les éléments (h', k') de H × K tels que f(h', k') = y sont les éléments de H × K de la forme (hi, i-1k), où i parcourt H∩K, et sont donc en quantité |H∩K|. La formule du produit en résulte, compte tenu du lemme des bergers.
Cette formule peut aussi s'obtenir comme une application de la formule des classes pour l'orbite de l'élément neutre dans l'action de H × K sur G, chaque couple (h,k) agissant par multiplication à gauche par h et à droite par k-1.

## Généralisation
Pour un élément arbitraire g du groupe G, si l'on note HgK sa double classe, c'est-à-dire l'ensemble des éléments de la forme hgk quand h parcourt H et k parcourt K, on a :
{\displaystyle |H\cap (gKg^{-1})|\cdot |HgK|=|H|\cdot |K|=|HgK|\cdot |(g^{-1}Hg)\cap K|,}
ou encore, sous une forme qui fait intervenir l'indice d'un sous-groupe et qui, pour des groupes infinis, est plus forte :
{\displaystyle [H:H\cap (gKg^{-1})]\cdot |K|=|HgK|=|H|\cdot [K:(g^{-1}Hg)\cap K].}